# Ansatzrohr (Blasinstrument)
Das Ansatzrohr ist bei Blasinstrumenten der direkt mit der Schallquelle verbundene Resonanzraum. 